# Bartolomé Martí
Bartolomé Martí, llamado en Italia Bartolomeo Martini, (Valencia o Játiva, c. 1435 - Roma, 25 de abril de 1500) fue un eclesiástico español. 

## Biografía
Sus primeros años son desconocidos. Formado en la Universidad de Valencia, era canónigo de la catedral de Valencia, capiscol de la de Gerona y mayordomo del cardenal Rodrigo de Borja cuando en 1474 el papa Sixto IV le nombró obispo de Segorbe-Albarracín, aunque no pudo tomar posesión de la diócesis hasta cuatro años después por la elección que para el mismo cargo había hecho el cabildo en la persona de Gonzalo Fernández de Heredia, quien contaba con el favor del rey Juan II de Aragón y de su hijo Fernando por ser hermano del señor de Mora.
A partir de 1487 residió en Roma; fue abad comendatario del monasterio de Ager en Cerdeña, prefecto del Palacio pontificio y maestro de la capilla papal, y después de que el cardenal Borja fuera elegido papa, Martí fue creado cardenal en el consistorio de 1496, recibiendo el título de Santa Agata. Fue también obispo de Bagnorea desde 1497, de Toul desde 1499 y camarlengo del Colegio Cardenalicio ese mismo año.
Fallecido en 1500 tras una larga enfermedad, fue sepultado en la basílica de San Pedro.